# 強歩大会
強歩大会（きょうほたいかい、強行遠足（きょうこうえんそく）とも言う）は、一部の学校で行われている長距離歩行のことである。
開催される学年は一部の中学校から高等学校の間ではあるが、学習指導要領に当該行事の記載が無いため行事が無い学校もある。学校行事と同じ課外活動として扱われているため行事参加の出欠は在校生徒の任意・自由意志による。正式に陸上競技の種目として認められている競歩とは異なり、最後まで走破（踏破）を重視する意味合いから、強歩という名前がついている。

## 概要
中学校ではたいてい十数km程度であるが、高等学校になると20kmを超える場合が多い。場所によってはフルマラソン（42.195km）より長い距離を踏破する学校もある。距離ごとに各チェックポイントがあり、疲労回復のために軽食が用意されており、また怪我をしたり急病人のために応急処置がとれる施設も設置されている。
小学校から一部の中学校では持久走大会として開催されている。違いとして持久走大会は数kmと短いため時間制限などが設けられていないが、強歩大会は距離が長く交通整理の問題から各チェックポイントごとに時間制限があり、それを超過するとそのチェックポイントより先へ進めず棄権扱いとなる。また、持久走大会は順位による表彰があるなど競争原理が強いが、強歩大会はゴールすること自体を目的としているため、表彰など競争原理を煽ることは原則として行なわれない。ただし、管理教育が旺盛だった頃は順位による表彰があるなど持久走大会との線引きが曖昧だったり、強歩大会への強制参加（現在も強制参加に近いが、当時は体調不良でも不参加を認められない）、さらには体育会系の部活動に所属した場合は目標順位を設定され、それを超過すると罰則を受けるなど競争原理を煽る行為が横行していた。

## 各都道府県のおもな強歩大会

### 北海道
札幌市内では北海道尚志学園高校をはじめ、多数の高校が「強行遠足」と称して札幌市真駒内から支笏湖までのおよそ25kmから30kmをおよそ5時間かけて歩く。札幌市内の高校ではこうした行事を出席日数に通算し、1日分の単位を認めるなど事実上強制参加の形を取っている。
苫小牧市にある苫小牧東高等学校では、札幌の高校とは逆に支笏湖から自校までの約20kmを歩く強歩大会が毎年9月に実施される。ほとんどの生徒は歩いて行程を終えるが、運動系の部員は、部内で時間制限などを独自に設けてこの行程を走り通すなど、参加方法は様々である。この強歩大会は事実上の強制参加で、出席日数には通算されるが、体調の良くない生徒やケガを負っている生徒は補助員として参加することも出来る。
北見市にある北海道北見北斗高校では1932年（昭和7年）からの伝統行事として強行遠足を行っており、2009年（平成21年）現在は男子が71km、女子が41kmのコースを踏破する。また同市の北海道北見緑陵においてもカントリーマラソンと称して男子が42.195km、女子が33.5kmを強歩遠足が行われている。
網走市にある北海道網走南ケ丘高校では網走湖一周マラソン（強歩遠足：男子38.9km、女子29.9km）が行われている。
弟子屈町にある北海道弟子屈高等学校では強歩遠足として朝、川湯温泉駅前からスタートし屈斜路湖のある道道52号沿いに弟子屈高等学校までの35kmコースと、深夜、弟子屈高等学校から摩周湖を経由して川湯温泉駅前に行き、そこから弟子屈高等学校まで行く70kmコースがある（ちなみに、3年間70kmコースを完歩（210km）すると卒業式に表彰される）。

### 宮城県
県立仙台第一高校では1965年（昭和40年）より学校から秋保温泉までのコースで行われている。この大会は、秋の風物詩として毎年10月頃に開催されている。距離の違う2種類のコース（42.2kmと33.3km）があり、ローテーションされている。

### 秋田県
秋田県立能代高等学校では、強い体と精神力を養うことを目的に「十里強歩」として1938年（昭和13年）から行われている｡戦中戦後の食糧難や交通事情の悪化で中断･中止､コースの変更はあったものの､現在まで伝統行事として受け継がれている｡男子は午前0時に学校から出発し、女子は午前1時30分にゴール前の約20km地点から出発する。北回りコース（男子36.6km、女子19.7km：鶴形→富根→常盤→朴瀬→向能代→JR能代駅前→河戸川→学校）、南回りコース（男子37.7km、女子20.2km：桧山→金光寺→森岳→鵜川→羽立→外岡→相染森→学校）がそれぞれ隔年で採用されていたが、南回りコースは2018年度（第73回）をもって廃止された。コロナ禍の影響で2020年度、2021年度は中止。2022年度（第75回）は開催されたものの雨天のため、途中で中止となった。
なお、かつては秋田県立大館鳳鳴高等学校でもおこなわれていたが、2010年代中盤に行われなくなった。

### 福島県
福島県立会津高等学校は学校から飯盛山方面を通り猪苗代湖畔・中田浜の学而会館、そこから更に学校まで戻る総延長約37キロの道のりを半日かけて歩く中田浜強歩大会が行われている。
福島県立相馬高等学校は4月に若駒強歩大会と称し学校から国道115号線を福島方面に行き相馬市山上より南に山へ入り塩手山を越え南相馬市鹿島区栃窪の県道268号線に合流県道34号線を経て学校へ戻る約30km程の強歩大会が行われている。

### 茨城県
茨城県では、2007年（平成19年）現在で17校の県立学校で行われているが、学校によっては「歩く会」という名称であるものの、比較的短距離かつ、清掃活動を行いながら歩行をする等、歩行以外のものを目的にしているところもある。
県立水戸第一高校では「歩く会」が行なわれている。映画『夜のピクニック』のモデル。総歩行距離70kmを2日間にかけて歩く。
県立土浦第一高校では「歩く会」という名称で実施されている。およそ30kmのコースを1日かけて歩く。
県立緑岡高校では「緑歩会」という名称で実施されている。およそ30kmのコースを1日かけて歩く。
県立並木中等教育学校では「ウォークラリー」という名称で実施されている。毎年10月上旬におよそ60kmの行程を一泊二日で歩く。
県立水海道第一高校では、「歩く会」という名称で、男子28.8km（制限時間5時間）、女子16.4km（制限時間3.5時間）で行われている（ただし、この制限時間の関係で、全てを歩くと間に合わない＝走る必要がある）。

### 栃木県
県立大田原高校で1986年（昭和61年）より「85km強歩」が行われている。学校を出発し、生徒の通学範囲でもある学校を中心とした円状のコースを26時間かけて一周し、再び学校まで歩いて戻る。同校は男子校であるため参加者は男子のみ。

### 群馬県
県立館林高校では1979年（昭和54年）から「50キロ強歩大会」が行われている。朝6時30分に渡良瀬川南岸・東北自動車道西側下の河川敷を出発し、板倉町・栃木県栃木市藤岡町・埼玉県加須市・明和町・千代田町を通り、学校までの52kmの道のりを歩く。2009年（平成21年）の大会は豪雨のため途中で中止となりゴールできた生徒はわずかであった。翌年の2010年（平成22年）の大会は道路工事のため中止となっている。2018年（平成30年）の大会から生徒の安全面を考慮して館林高校から出発、全長37kmのコースに変更された。同校は男子校であるため参加者は男子のみ。

### 千葉県
県立千葉高校では創立100周年となる1978年（昭和53年）より九十九里浜を歩く強歩大会が実施されている。当初は男子30km、女子20kmであったが現在では男女共に直線距離で約17km歩くこととなっている。実際には迂回する箇所もあるため、20km以上歩くことになる。また親睦行事としての色合いが強い。附属の県立千葉中学校でも行われている。東日本大震災の影響で、2012年（平成24年）度よりコースを変更し、利根川沿いを歩く。

### 埼玉県
私立 開智小学校・中学校・高等学校 (埼玉県)の中高一貫部では「ロードハイク」という名称で江戸川に沿って毎年2月に江戸川沿いの川間-葛西臨海公園間の約50kmから1年生から5年生の各生徒が自分の選択した距離に応じてゴールを目指す。また、距離は50km（川間-葛西臨海公園）・40km（運河-葛西臨海公園）・30km（三郷-葛西臨海公園）・23km（松戸-葛西臨海公園）・15km（江戸川-葛西臨海公園）である。なお、残り5km地点で通過時間の制限がある。2012年度から2015年度の3年にかけて、生徒数の増加により、コースを移行した。それ以降は、50km（川間-葛西臨海公園）・40km（運河-葛西臨海公園）・27km（川間-松戸）・15km（三郷-江戸川）となっている。50kmの場合、制限時間は最大9時間で、朝7時ごろ出発した生徒の中には、11時ごろにゴールする人もいる。
県立浦和高校では1959年（昭和34年）より浦和 - 古河間（約50km）の強歩大会を行っている。強歩大会という名目になっているが、制限時間が7時間と他の強歩大会と比較して短い。そのため平均時速7キロで走る必要があり、通常の歩くスピードでの完歩は不可能。「古河マラソン」という別名もあり、実質的にはいわゆるマラソン大会としての位置づけに近い。同校は男子校であるため参加者は男子のみ。
県立熊谷高校では、毎年5月末に熊谷の荒川河川敷から秩父鉄道上長瀞駅までの40kmのコースを歩く「40キロハイク」が行われる。1975年（昭和50年）より実施され、旧制中学時代の学校行事であった「剛健行軍」を再現した行事とされる。初期は仮装はしておらず、いつからか仮装するようになったらしい。全年次の生徒が仮装して参加し、殆どの生徒は全行程を完歩する。同校は男子校であるため参加者は男子のみ。なお、コロナ禍を受けた開催中止、行程の短縮などにより一度仮装文化が途絶えたため、再び自由に仮装をするようになるかはこれからの生徒次第である。秋に開催される10キロを走るクロスカントリー（通称クロカン）は体育の成績に算入されるが、当イベントは成績には影響しない。着順上位数名は後日全校生徒の前で表彰されるが、単純な順位と、仮装者のみで集計した順位の2部門で表彰が行われる。応援団は学ラン・（高）下駄で40キロを歩くが、上長瀞駅到着後に演舞を行い、「団結」をして解散するのが通例である。
県立川越高校では、毎年11月頃に西武池袋線芦ヶ久保駅をスタート地点とし、山道を通って吾野駅をゴールとする30km弱のコースが設定されている。距離は特出して長くはないが、コースは山道であり、アップダウンがとても激しい。コースの途中にチェックポイントが設けられている。予備日が設けられているが、多少の雨では延期にならない。なお、当日欠席者や、制限時間内(15:30迄)に完歩できなかった者は、後日体育教官と共に追走を行う。同校は男子校であるため参加者は男子のみ。
県立大宮高校では、西遊馬公園（さいたま市西区）をスタート・ゴールとして強歩大会が行われていた（男子：約23.2km・女子：約13.6km）。
県立北本高校では、北本 - 吉見間（約20km）の強歩大会を行っている。

### 東京都
私立武蔵中学校・高等学校では毎年2月に生徒側が決定した山地や住宅地に設けたコース（20〜30km）を歩く強歩大会を行っている。開催地は毎回異なる。記念祭、体育祭とあわせて「武蔵三大行事」と呼ばれている。同校は男子校であるため参加者は男子のみ。
私立巣鴨中学校・高等学校では1965年（昭和40年）より大菩薩峠を超える強歩大会を行なっている。距離は中等部の20.9kmから高等部3年の34.5kmまで様々である。夜に東京側から出発し明け方に頂上に到着。そのまま下り、昼ごろに山梨側に到着するというコースである。翌年は逆コースをたどる。同校は男子校であるため参加者は男子のみ。

### 山梨県
県立甲府第一高校では1924年（大正13年）より強行遠足を行っており、全国的にも有名な行事となっている。かつては佐久往還（甲府 - 小諸間）の104kmを24時間かけて歩行し、山梨の風物詩となっていた。しかし2002年（平成14年）に交通死亡事故が発生したため、翌年より甲府 - 野辺山間の53kmから56km（女子は須玉 - 野辺山間の30kmから31km）にまで短縮されていた。2008年（平成20年）からは男子のみ甲府 - 小海町間の約74.8kmに再延長している（女子は変わらず）。2012年（平成24年）には女子は高根 - 小海町間の約43.2kmに延長され、2013年（平成25年）からは男子は甲府 - 小諸間の約105.7kmに再延長された。高校（標高288m）と野辺山（標高1355m）間では標高差が1000mを超える難コースであることも特筆される。
山梨県立日川高等学校では男子は高校をスタート地点とし、国道411号線を中心としたルートで柳沢峠を経由し、小河内ダムまでの約60kmの距離で実施している。女子は柳沢峠を基点とし、小河内ダムまでである。
北杜市立甲陵中学校・高等学校では、10月中旬から下旬頃実施しており、学校のグラウンドをスタートし、中学生と高校生女子は泉ライン、高校生男子は山梨県道・長野県道11号北杜富士見線を通って学校に帰ってくる。中学生と高校生女子は25.5km、高校生男子は33.5kmのコースである。トップの人は、中学生と高校生女子は2時間~2時間半、高校生男子は、3時間前後で帰ってくる。
その他にも高校から諏訪湖まで62.5km（女子は青柳駅までの45.8km）を走る県立韮崎高校や、身延山頂上まで山道を駆け登っていた県立身延高校など、厳しい距離やコースを取り入れる学校が多い。
このように高校で遠距離の強歩大会が行われている関係上、公立中学でも距離はそれほど長くないにせよ強歩大会を実施している学校がある。

### 長野県
1973年（昭和48年）から始まった長野県岡谷南高等学校の「諏訪縦断強歩大会」は1983年（昭和58年）以降は隔年から毎年開催となり、男子が約47km、女子は約31kmと全国でも比較的長距離のコースとなっている。 着目すべき点は、岡谷市から原村にかけての道のりの標高差で、およそ600ｍもあり、途中、高低さ、高地であることから大学駅伝の名門である東洋大学、神奈川大学が夏合宿の練習として用いるコースを走ることになる。この点から見ても全国でも屈指の難コースといえる。かつて1953年（昭和28年）から1971年（昭和46年）までは、岡谷市から天竜峡までおよそ100kmの強歩大会が行われていた。
長野県松本県ヶ丘高等学校では、全校マラソン大会として1935年（昭和10年）に始まった。1939年（昭和14年）には、剛健競歩大会として16キロを走る。翌年には28キロとなる。戦時中の1943年（昭和18年）に一時休止となったが、1954年（昭和29年）5月4日、第1回強歩大会として学校～波田小学校区間の24キロで実施され今日に至る。現在は毎年10月に開催され、男子は32キロ、女子は28キロとなっている。
長野県飯山高等学校でも統合に際し毎年行われている。

### 岐阜県
県立関高校では毎年4月に強歩大会を行うのが恒例となっている。男子は約40km、女子は約30kmを歩く。詳細は県立関高校の記事を参照。
県立岐阜工業高校では毎年1月に耐寒強歩大会を行うのが恒例となっている。男子は27.8km（制限時間5時間）、女子は12.5kmを歩く（ただし、男子はこの制限時間の関係で、全てを歩くと間に合わない＝走る必要がある）。詳細は県立岐阜工業高校の記事を参照。

### 愛知県
県立新城高校では、1982年（昭和57年）から毎年6月上旬ごろに「歩」と呼ばれる長距離遠足を行うのが恒例となっている。学年ごとにコースが異なり、1年生は小坂井駅から学校までのおよそ25km、2年生は東栄駅から学校までのおよそ30km、3年生は長山駅から本宮山へ上り、学校まで戻るおよそ20kmのコースとなる。名称は長距離遠足だが、実質「強歩大会」に近い。また、2012年（平成24年）は新城高校が前身の新城高等女学校から数えて100年を迎えることを記念し、静岡県浜松市の中部天竜駅から学校までのコースも設定されたが、道路の通行止めにより1つ手前の下川合駅からのスタートとなった。過去には宿泊を伴うコースも設定された。

### 富山県
県立富山東高校では現在、毎年秋に強歩大会を行っている。詳細は県立富山東高校の記事を参照。

### 大阪府
大阪教育大学附属高等学校天王寺校舎では毎年3月上旬に、「百粁徒歩」と呼ばれる、70〜80kmのコースを約30時間かけて歩く長距離徒歩が行われるのが恒例となっている。コースの下見・設定から当日の運営に至るまで全て生徒主導で行われており、それ故毎年コースや歩行距離は異なる。かつては琵琶湖方面のコースが設定されたこともあったが、交通の安全面から、近年は主に奈良県を歩いている。他の強歩大会と大きく異なる点は、行事途中での外部からの差し入れ等が一切無い点である。つまり、必要な持ち物は全て自らで用意し、持ち歩かなければならないのである。
大阪府立茨木高等学校では1925年（大正14年）から続く伝統行事である「妙見夜行登山」が、毎年1月に行われる。例年約200名の生徒が、夜を徹して学校から妙見山頂の往復約50Km(一部30km)を歩く。
清風中学校・高等学校では毎年3月下旬に、同校のある大阪市から高野山まで歩く100ｋｍ歩行が実施されている。

### 兵庫県
兵庫県立津名高等学校では毎年3月に、ふるさと縦断競歩大会と称して、同校（淡路市志筑）と市立石屋小学校（同市岩屋）間の山道40km超の競歩大会を実施していた（スタート地点とゴール地点を毎年入れ替え）。近年は目的地を多賀の浜（同市郡家）に変更し、距離は約9kmと大幅に短縮された。

### 岡山県
岡山学芸館高等学校では三年に一回ウォークデーとして校門から里山センターまで往復を行う。

### 香川県
三豊工業高等学校では毎年秋に、持久歩という名前で毎年42.195キロを歩行している。来年観音寺中央高等学校と統合を控えているので、約35キロに歩行距離を短縮した。
雨天時は短縮ルートが用意されている。三豊市役所山本支所など3ヶ所に休憩地点か用意されている。

### 愛媛県
松山市立桑原中学校では毎年10月に50kmチャレンジ歩行を行なっている。男子・女子ともに50kmを歩く。1984年（昭和59年）の開校以来続いていた行事。安全面での理由で10年程中断されていたが、2009年（平成21年）に復活した。

### 福岡県
福岡教育大学附属福岡中学校では「遠行会」と称し、毎年12月下旬に糸島半島1周の47.6kmを男女ともに約9時間かけて歩く。1950年（昭和25年）に成人の日を記念する行事として始められ、当時は約60kmを1日がかりで歩いていた。
また、同じく12月頃には県立修猷館高校でも「十里踏破遠足」（十里行軍とも）と称した強歩大会が行われている。こちらは1970年（昭和45年）から行われており、1・2年生の男女が糸島半島の約40キロを歩く。なお運営の一切を生徒が行っており、その年によって毎年多少コースが変化する。

## その他の強歩大会
中学・高等学校以外でも強歩大会・強行遠足を実施しているところがある。代表的な例として松下政経塾は三浦半島を一周する100キロ行軍（その名の通り全長100kmを走破する）を行なっている。また海上保安庁羽田特殊救難基地の訓練生（通称「ひよこ隊」）は訓練最終日に山梨県大月市にある大月駅から東京都大田区にある第三管区海上保安本部羽田特殊救難基地までのおよそ100kmを一昼夜かけて走破している。

## 事故
埼玉県さいたま市内の2校で死亡事故が起きている。2校とも荒川河川敷をコースとして使用していた。
- 2009年11月6日 - 浦和ルーテル学院高等学校（現・青山学院大学系属浦和ルーテル学院高等学校）が開催した強歩大会で女子生徒が死亡[29]。
- 2015年10月16日 - 埼玉県立大宮高等学校が小雨の中決行した距離13kmの強歩大会にてスタートから1時間15分経過後に女子生徒がゴール直前1.6kmで心肺停止となり、その後死亡した事件が発生。埼玉県教育委員会は同月21日に全県立高校に向け事故防止を通達した[30]。一方、死亡した生徒の父親ら遺族3人は「AEDの使用が遅れるなど不適切だった」として埼玉県を相手取り、約7293万円の損害賠償を求める訴訟を起こした[31]。

記者会見記録 さいたま市 その他：大宮高校強歩大会での死亡事故について  さいたま市長11月定例記者会見 平成27年11月5日
南部高等学校等保健会第２回理事会あいさつ さいたま市
事故対策モデル
- 「体育活動時等における事故対応テキスト～ASUKAモデル～」 さいたま市教育委員会 平成24年9月30日